# Synthetonychiidae
Synthetonychiidae – rodzina pajęczaków z rzędu kosarzy i podrzędu Laniatores zawierająca kilkanaście opisanych gatunków należących do jednego rodzaju: Synthetonychia.

## Budowa ciała
Przedstawiciele rodziny to drobne kosarze o ciele długości 1-2 mm i nogach długości do blisko 6 mm.

## Występowanie
Wszystkie gatunki są endemitami Nowej Zelandii.

## Pokrewieństwo
Prawdopodobnie przedstawiciele Synthetonychiidae są blisko spokrewnieni z australijskimi gatunkami Triaenonychidae.

## Nazwa
Nazwa rodzajowa Synthetonychia pochodzi od starogreckich słów synthetos oznaczającego powiększony i onychia oznaczającego pazurek.

## Systematyka
Rodzina liczy 14 opisanych w 1954 roku gatunków należących do jednego rodzaju:
- Synthetonychia oliveae Forster, 1954
- Synthetonychia acuta Forster, 1954
- Synthetonychia cornua Forster, 1954
- Synthetonychia fiordensis Forster, 1954
- Synthetonychia glacialis Forster, 1954
- Synthetonychia florae Forster, 1954
- Synthetonychia hughsoni Forster, 1954
- Synthetonychia minuta Forster, 1954
- Synthetonychia obtusa Forster, 1954
- Synthetonychia oparara Forster, 1954
- Synthetonychia proxima Forster, 1954
- Synthetonychia ramosa Forster, 1954
- Synthetonychia sinuosa Forster, 1954
- Synthetonychia wairarapae Forster, 1954